# Eleições presidenciais portuguesas de 2021 nos Açores
| Eleições presidenciais portuguesas de 2021 Distritos: Aveiro \| Beja \| Braga \| Bragança \| Castelo Branco \| Coimbra \| Évora \| Faro \| Guarda \| Leiria \| Lisboa \| Portalegre \| Porto \| Santarém \| Setúbal \| Viana do Castelo \| Vila Real \| Viseu \| Açores \| Madeira \| Estrangeiro |

## Resultados por Concelho
Os resultados nos concelhos da Região Autónoma dos Açores foram os seguintes:

### Angra do Heroísmo
| Candidato               | Candidato               | Votos  | %               |
| ----------------------- | ----------------------- | ------ | --------------- |
|                         | Marcelo Rebelo de Sousa | 9 327  | 69,65 / 100,00  |
|                         | Ana Gomes               | 1 512  | 11,29 / 100,00  |
|                         | André Ventura           | 1 255  | 9,37 / 100,00   |
|                         | Marisa Matias           | 497    | 3,71 / 100,00   |
|                         | Tiago Mayan Gonçalves   | 310    | 2,31 / 100,00   |
|                         | Vitorino Silva          | 252    | 1,88 / 100,00   |
|                         | João Ferreira           | 238    | 1,78 / 100,00   |
| Votos Inválidos         | Votos Inválidos         | 361    | 2,62 / 100,00   |
| Total                   | Total                   | 13 752 | 100,00 / 100,00 |
| Eleitorado/Participação | Eleitorado/Participação | 33 222 | 41,39 / 100,00  |

| Freguesia                          | %     | %     | %     | %    | %    | %    | %    | Votantes |
| Freguesia                          | MRS   | AG    | AV    | MM   | TMG  | VS   | JF   | Votantes |
| ---------------------------------- | ----- | ----- | ----- | ---- | ---- | ---- | ---- | -------- |
| Freguesia                          |       |       |       |      |      |      |      | Votantes |
| Altares                            | 75,49 | 6,96  | 11,42 | 3,34 | 1,11 | 0,56 | 1,11 | 367      |
| Angra (Nossa Senhora da Conceição) | 64,02 | 13,56 | 10,76 | 4,77 | 2,20 | 2,27 | 2,42 | 1 364    |
| Angra (Santa Luzia)                | 65,95 | 14,83 | 9,00  | 3,78 | 2,35 | 1,84 | 2,25 | 1 006    |
| Angra (São Pedro)                  | 62,10 | 16,91 | 9,94  | 4,00 | 3,03 | 1,48 | 2,52 | 1 583    |
| Angra (Sé)                         | 62,39 | 13,20 | 11,75 | 4,16 | 5,24 | 1,45 | 1,81 | 562      |
| Cinco Ribeiras                     | 73,62 | 7,49  | 10,42 | 1,95 | 0,33 | 3,91 | 2,28 | 316      |
| Doze Ribeiras                      | 77,78 | 7,41  | 6,35  | 3,17 | 1,06 | 1,06 | 3,17 | 199      |
| Feteira                            | 70,74 | 9,20  | 10,87 | 3,01 | 1,84 | 2,68 | 1,67 | 613      |
| Porto Judeu                        | 74,85 | 9,65  | 7,57  | 3,54 | 1,47 | 1,83 | 1,10 | 835      |
| Posto Santo                        | 69,98 | 10,87 | 8,98  | 3,55 | 2,60 | 2,60 | 1,42 | 437      |
| Raminho                            | 79,21 | 7,92  | 3,96  | 3,96 | 2,48 | 0,99 | 1,49 | 206      |
| Ribeirinha                         | 75,98 | 6,60  | 11,03 | 2,68 | 1,75 | 1,75 | 0,41 | 1 004    |
| Santa Bárbara                      | 78,91 | 6,05  | 8,77  | 3,55 | 0,63 | 1,46 | 0,63 | 493      |
| São Bartolomeu dos Regatos         | 74,63 | 9,23  | 8,68  | 3,66 | 1,49 | 1,36 | 0,95 | 755      |
| São Bento                          | 65,46 | 13,89 | 9,14  | 4,38 | 3,38 | 2,13 | 1,63 | 813      |
| São Mateus da Calheta              | 65,77 | 12,81 | 8,54  | 4,82 | 2,53 | 2,53 | 3,00 | 1 308    |
| Serreta                            | 82,61 | 4,35  | 7,97  | 1,45 | 0    | 0,72 | 2,90 | 138      |
| Terra Chã                          | 69,18 | 11,17 | 9,31  | 3,72 | 2,90 | 2,07 | 1,65 | 998      |
| Vila de São Sebastião              | 79,97 | 6,36  | 7,17  | 1,89 | 2,44 | 1,49 | 0,68 | 755      |
| Angra do Heroísmo                  | 69,65 | 11,29 | 9,37  | 3,71 | 2,31 | 1,88 | 1,78 | 13 752   |

### Calheta
| Candidato               | Candidato               | Votos | %               |
| ----------------------- | ----------------------- | ----- | --------------- |
|                         | Marcelo Rebelo de Sousa | 1 080 | 78,26 / 100,00  |
|                         | Ana Gomes               | 117   | 8,48 / 100,00   |
|                         | André Ventura           | 84    | 6,09 / 100,00   |
|                         | Marisa Matias           | 36    | 2,61 / 100,00   |
|                         | Vitorino Silva          | 30    | 2,17 / 100,00   |
|                         | João Ferreira           | 22    | 1,59 / 100,00   |
|                         | Tiago Mayan Gonçalves   | 11    | 0,80 / 100,00   |
| Votos Inválidos         | Votos Inválidos         | 27    | 1,92 / 100,00   |
| Total                   | Total                   | 1 407 | 100,00 / 100,00 |
| Eleitorado/Participação | Eleitorado/Participação | 3 721 | 37,81 / 100,00  |

| Freguesia                       | %     | %     | %    | %    | %    | %    | %    | Votantes |
| Freguesia                       | MRS   | AG    | AV   | MM   | VS   | JF   | TMG  | Votantes |
| ------------------------------- | ----- | ----- | ---- | ---- | ---- | ---- | ---- | -------- |
| Freguesia                       |       |       |      |      |      |      |      | Votantes |
| Calheta                         | 70,89 | 14,89 | 7,33 | 1,56 | 2,44 | 2,00 | 0,89 | 459      |
| Norte Pequeno                   | 81,82 | 4,96  | 9,09 | 1,65 | 2,48 | 0    | 0    | 127      |
| Ribeira Seca                    | 80,10 | 5,94  | 4,91 | 4,91 | 1,29 | 1,81 | 1,03 | 392      |
| Santo Antão                     | 85,95 | 3,72  | 2,89 | 2,89 | 2,89 | 0,83 | 0,83 | 245      |
| Topo (Nossa Senhora do Rosário) | 80,00 | 6,67  | 7,78 | 0,56 | 2,22 | 2,22 | 0,56 | 184      |
| Calheta                         | 78,26 | 8,48  | 6,09 | 2,61 | 2,17 | 1,59 | 0,80 | 1 407    |

### Corvo
| Candidato               | Candidato               | Votos | %               |
| ----------------------- | ----------------------- | ----- | --------------- |
|                         | Marcelo Rebelo de Sousa | 94    | 66,20 / 100,00  |
|                         | Ana Gomes               | 13    | 9,15 / 100,00   |
|                         | João Ferreira           | 10    | 7,04 / 100,00   |
|                         | Marisa Matias           | 9     | 6,34 / 100,00   |
|                         | Vitorino Silva          | 8     | 5,63 / 100,00   |
|                         | André Ventura           | 7     | 4,93 / 100,00   |
|                         | Tiago Mayan Gonçalves   | 1     | 0,70 / 100,00   |
| Votos Inválidos         | Votos Inválidos         | 4     | 2,73 / 100,00   |
| Total                   | Total                   | 146   | 100,00 / 100,00 |
| Eleitorado/Participação | Eleitorado/Participação | 337   | 43,32 / 100,00  |

| Freguesia | %     | %    | %    | %    | %    | %    | %    | Votantes |
| Freguesia | MRS   | AG   | JF   | MM   | VS   | AV   | TMG  | Votantes |
| --------- | ----- | ---- | ---- | ---- | ---- | ---- | ---- | -------- |
| Freguesia |       |      |      |      |      |      |      | Votantes |
| Corvo     | 66,20 | 9,15 | 7,04 | 6,34 | 5,63 | 4,93 | 0,70 | 146      |
| Corvo     | 66,20 | 9,15 | 7,04 | 6,34 | 5,63 | 4,93 | 0,70 | 146      |

### Horta
| Candidato               | Candidato               | Votos  | %               |
| ----------------------- | ----------------------- | ------ | --------------- |
|                         | Marcelo Rebelo de Sousa | 3 546  | 69,78 / 100,00  |
|                         | Ana Gomes               | 595    | 11,71 / 100,00  |
|                         | André Ventura           | 333    | 6,55 / 100,00   |
|                         | Marisa Matias           | 226    | 4,45 / 100,00   |
|                         | João Ferreira           | 169    | 3,33 / 100,00   |
|                         | Vitorino Silva          | 110    | 2,16 / 100,00   |
|                         | Tiago Mayan Gonçalves   | 103    | 2,03 / 100,00   |
| Votos Inválidos         | Votos Inválidos         | 136    | 2,60 / 100,00   |
| Total                   | Total                   | 5 218  | 100,00 / 100,00 |
| Eleitorado/Participação | Eleitorado/Participação | 13 025 | 40,06 / 100,00  |

| Freguesia           | %     | %     | %    | %    | %    | %    | %    | Votantes |
| Freguesia           | MRS   | AG    | AV   | MM   | JF   | VS   | TMG  | Votantes |
| ------------------- | ----- | ----- | ---- | ---- | ---- | ---- | ---- | -------- |
| Freguesia           |       |       |      |      |      |      |      | Votantes |
| Capelo              | 72,34 | 9,57  | 8,51 | 3,19 | 5,85 | 0    | 0,53 | 194      |
| Castelo Branco      | 78,99 | 6,16  | 7,84 | 1,96 | 1,12 | 2,24 | 1,68 | 367      |
| Cedros              | 77,81 | 8,07  | 5,19 | 5,19 | 0,86 | 1,44 | 1,44 | 357      |
| Feteira             | 68,21 | 12,72 | 6,55 | 4,82 | 1,93 | 2,89 | 2,89 | 531      |
| Flamengos           | 73,43 | 9,21  | 5,65 | 4,60 | 1,88 | 2,72 | 2,51 | 493      |
| Horta (Angústias)   | 66,13 | 14,96 | 5,07 | 4,70 | 4,57 | 2,47 | 2,10 | 835      |
| Horta (Conceição)   | 69,14 | 11,94 | 6,53 | 4,50 | 4,50 | 1,58 | 1,80 | 458      |
| Horta (Matriz)      | 60,74 | 17,16 | 6,37 | 4,73 | 5,55 | 2,47 | 2,98 | 994      |
| Pedro Miguel        | 73,13 | 6,17  | 8,81 | 6,17 | 3,08 | 0,44 | 2,20 | 231      |
| Praia do Almoxarife | 66,56 | 14,86 | 8,67 | 3,10 | 3,41 | 2,48 | 0,93 | 332      |
| Praia do Norte      | 83,46 | 3,76  | 6,77 | 1,50 | 0,75 | 3,76 | 0    | 137      |
| Ribeirinha          | 82,52 | 3,50  | 5,59 | 4,90 | 0,70 | 1,40 | 1,40 | 145      |
| Salão               | 78,01 | 2,84  | 9,22 | 7,80 | 0,71 | 1,42 | 0    | 144      |
| Horta               | 69,78 | 11,71 | 6,55 | 4,45 | 3,33 | 2,16 | 2,03 | 5 218    |

### Lagoa
| Candidato               | Candidato               | Votos  | %               |
| ----------------------- | ----------------------- | ------ | --------------- |
|                         | Marcelo Rebelo de Sousa | 3 009  | 68,64 / 100,00  |
|                         | André Ventura           | 518    | 11,82 / 100,00  |
|                         | Ana Gomes               | 450    | 10,26 / 100,00  |
|                         | Marisa Matias           | 167    | 3,81 / 100,00   |
|                         | Tiago Mayan Gonçalves   | 97     | 2,21 / 100,00   |
|                         | Vitorino Silva          | 76     | 1,73 / 100,00   |
|                         | João Ferreira           | 67     | 1,53 / 100,00   |
| Votos Inválidos         | Votos Inválidos         | 93     | 2,08 / 100,00   |
| Total                   | Total                   | 4 477  | 100,00 / 100,00 |
| Eleitorado/Participação | Eleitorado/Participação | 12 903 | 34,70 / 100,00  |

| Freguesia                        | %     | %     | %     | %    | %    | %    | %    | Votantes |
| Freguesia                        | MRS   | AV    | AG    | MM   | TMG  | VS   | JF   | Votantes |
| -------------------------------- | ----- | ----- | ----- | ---- | ---- | ---- | ---- | -------- |
| Freguesia                        |       |       |       |      |      |      |      | Votantes |
| Água de Pau                      | 72,03 | 14,61 | 5,99  | 3,50 | 1,37 | 0,87 | 1,62 | 816      |
| Cabouco                          | 71,38 | 11,38 | 8,78  | 3,74 | 1,79 | 1,63 | 1,30 | 634      |
| Lagoa (Nossa Senhora do Rosário) | 64,16 | 11,65 | 13,30 | 4,23 | 3,02 | 1,87 | 1,76 | 1 858    |
| Lagoa (Santa Cruz)               | 71,17 | 9,78  | 10,08 | 3,73 | 1,51 | 2,42 | 1,31 | 1 007    |
| Ribeira Chã                      | 76,43 | 14,01 | 3,82  | 1,27 | 3,18 | 0,64 | 0,64 | 162      |
| Lagoa                            | 68,64 | 11,82 | 10,26 | 3,86 | 2,21 | 1,73 | 1,53 | 4 477    |

### Lajes das Flores
| Candidato               | Candidato               | Votos | %               |
| ----------------------- | ----------------------- | ----- | --------------- |
|                         | Marcelo Rebelo de Sousa | 428   | 68,59 / 100,00  |
|                         | Ana Gomes               | 65    | 10,42 / 100,00  |
|                         | André Ventura           | 43    | 6,89 / 100,00   |
|                         | Marisa Matias           | 37    | 5,93 / 100,00   |
|                         | Vitorino Silva          | 20    | 3,21 / 100,00   |
|                         | João Ferreira           | 18    | 2,88 / 100,00   |
|                         | Tiago Mayan Gonçalves   | 13    | 2,08 / 100,00   |
| Votos Inválidos         | Votos Inválidos         | 18    | 2,81 / 100,00   |
| Total                   | Total                   | 642   | 100,00 / 100,00 |
| Eleitorado/Participação | Eleitorado/Participação | 1 272 | 50,47 / 100,00  |

| Freguesia        | %     | %     | %    | %     | %    | %    | %    | Votantes |
| Freguesia        | MRS   | AG    | AV   | MM    | VS   | JF   | TMG  | Votantes |
| ---------------- | ----- | ----- | ---- | ----- | ---- | ---- | ---- | -------- |
| Freguesia        |       |       |      |       |      |      |      | Votantes |
| Fajã Grande      | 61,17 | 14,56 | 9,71 | 5,83  | 4,85 | 2,91 | 0,97 | 104      |
| Fajãzinha        | 66,67 | 16,67 | 9,52 | 2,38  | 0    | 2,38 | 2,38 | 44       |
| Fazenda          | 81,90 | 5,17  | 6,90 | 4,31  | 0    | 0    | 1,72 | 119      |
| Lajedo           | 73,33 | 6,67  | 0    | 2,22  | 6,67 | 8,89 | 2,22 | 47       |
| Lajes das Flores | 65,88 | 9,48  | 6,16 | 7,11  | 4,27 | 4,27 | 2,84 | 217      |
| Lomba            | 64,52 | 15,05 | 8,60 | 7,53  | 2,15 | 1,08 | 1,08 | 96       |
| Mosteiro         | 71,43 | 0     | 0    | 14,29 | 7,14 | 0    | 7,14 | 15       |
| Lajes das Flores | 68,59 | 10,42 | 6,89 | 5,93  | 3,21 | 2,88 | 2,08 | 642      |

### Lajes do Pico
| Candidato               | Candidato               | Votos | %               |
| ----------------------- | ----------------------- | ----- | --------------- |
|                         | Marcelo Rebelo de Sousa | 1 369 | 76,18 / 100,00  |
|                         | Ana Gomes               | 171   | 9,52 / 100,00   |
|                         | André Ventura           | 102   | 5,68 / 100,00   |
|                         | Marisa Matias           | 57    | 3,17 / 100,00   |
|                         | João Ferreira           | 48    | 2,67 / 100,00   |
|                         | Vitorino Silva          | 39    | 2,17 / 100,00   |
|                         | Tiago Mayan Gonçalves   | 11    | 0,61 / 100,00   |
| Votos Inválidos         | Votos Inválidos         | 42    | 2,29 / 100,00   |
| Total                   | Total                   | 1 839 | 100,00 / 100,00 |
| Eleitorado/Participação | Eleitorado/Participação | 4 429 | 41,52 / 100,00  |

| Freguesia          | %     | %     | %    | %    | %    | %    | %    | Votantes |
| Freguesia          | MRS   | AG    | AV   | MM   | JF   | VS   | TMG  | Votantes |
| ------------------ | ----- | ----- | ---- | ---- | ---- | ---- | ---- | -------- |
| Freguesia          |       |       |      |      |      |      |      | Votantes |
| Calheta de Nesquim | 80,56 | 7,41  | 2,78 | 0,93 | 0    | 6,48 | 1,85 | 112      |
| Lajes do Pico      | 67,66 | 14,16 | 6,41 | 4,32 | 4,32 | 2,38 | 0,75 | 689      |
| Piedade            | 84,88 | 4,81  | 4,12 | 3,78 | 1,37 | 0,69 | 0,34 | 297      |
| Ribeiras           | 78,01 | 7,33  | 7,04 | 2,05 | 2,64 | 2,35 | 0,59 | 346      |
| Ribeirinha         | 87,77 | 6,38  | 3,19 | 1,60 | 0    | 0,53 | 0,53 | 190      |
| São João           | 75,76 | 8,59  | 7,07 | 3,03 | 3,03 | 2,53 | 0    | 205      |
| Lajes do Pico      | 76,18 | 9,52  | 5,68 | 3,17 | 2,67 | 2,17 | 0,61 | 1 839    |

### Madalena
| Candidato               | Candidato               | Votos | %               |
| ----------------------- | ----------------------- | ----- | --------------- |
|                         | Marcelo Rebelo de Sousa | 1 569 | 72,44 / 100,00  |
|                         | Ana Gomes               | 254   | 11,73 / 100,00  |
|                         | André Ventura           | 146   | 6,74 / 100,00   |
|                         | Marisa Matias           | 81    | 3,74 / 100,00   |
|                         | Vitorino Silva          | 48    | 2,22 / 100,00   |
|                         | João Ferreira           | 43    | 1,99 / 100,00   |
|                         | Tiago Mayan Gonçalves   | 25    | 1,15 / 100,00   |
| Votos Inválidos         | Votos Inválidos         | 72    | 3,22 / 100,00   |
| Total                   | Total                   | 2 238 | 100,00 / 100,00 |
| Eleitorado/Participação | Eleitorado/Participação | 5 962 | 37,54 / 100,00  |

| Freguesia     | %     | %     | %    | %    | %    | %    | %    | Votantes |
| Freguesia     | MRS   | AG    | AV   | MM   | VS   | JF   | TMG  | Votantes |
| ------------- | ----- | ----- | ---- | ---- | ---- | ---- | ---- | -------- |
| Freguesia     |       |       |      |      |      |      |      | Votantes |
| Bandeiras     | 77,04 | 7,14  | 8,67 | 1,53 | 4,08 | 0,51 | 1,02 | 200      |
| Candelária    | 66,77 | 13,55 | 8,06 | 6,13 | 1,29 | 3,23 | 0,97 | 319      |
| Criação Velha | 75,00 | 7,46  | 7,84 | 4,48 | 2,61 | 0,37 | 2,24 | 287      |
| Madalena      | 71,77 | 12,27 | 7,06 | 3,69 | 1,52 | 2,61 | 1,09 | 952      |
| São Caetano   | 77,84 | 9,79  | 3,09 | 4,12 | 3,09 | 2,06 | 0    | 198      |
| São Mateus    | 71,48 | 16,61 | 4,33 | 1,81 | 3,25 | 1,08 | 1,44 | 282      |
| Madalena      | 72,44 | 11,73 | 6,74 | 3,74 | 2,22 | 1,99 | 1,15 | 2 238    |

### Nordeste
| Candidato               | Candidato               | Votos | %               |
| ----------------------- | ----------------------- | ----- | --------------- |
|                         | Marcelo Rebelo de Sousa | 1 550 | 77,93 / 100,00  |
|                         | Ana Gomes               | 153   | 7,69 / 100,00   |
|                         | André Ventura           | 142   | 7,14 / 100,00   |
|                         | Marisa Matias           | 71    | 3,57 / 100,00   |
|                         | Tiago Mayan Gonçalves   | 26    | 1,31 / 100,00   |
|                         | João Ferreira           | 24    | 1,21 / 100,00   |
|                         | Vitorino Silva          | 23    | 1,16 / 100,00   |
| Votos Inválidos         | Votos Inválidos         | 55    | 2,69 / 100,00   |
| Total                   | Total                   | 2 044 | 100,00 / 100,00 |
| Eleitorado/Participação | Eleitorado/Participação | 4 753 | 43,00 / 100,00  |

| Freguesia                    | %     | %     | %     | %     | %    | %    | %    | Votantes |
| Freguesia                    | MRS   | AG    | AV    | MM    | TMG  | JF   | VS   | Votantes |
| ---------------------------- | ----- | ----- | ----- | ----- | ---- | ---- | ---- | -------- |
| Freguesia                    |       |       |       |       |      |      |      | Votantes |
| Achada                       | 81,48 | 6,88  | 7,41  | 2,65  | 0    | 1,59 | 0    | 197      |
| Achadinha                    | 76,12 | 5,47  | 11,94 | 1,49  | 1,49 | 1,49 | 1,99 | 205      |
| Algarvia                     | 85,71 | 1,90  | 4,76  | 1,90  | 0,95 | 3,81 | 0,95 | 110      |
| Lomba da Fazenda             | 78,99 | 10,65 | 4,44  | 2,96  | 1,18 | 1,18 | 0,59 | 350      |
| Nordeste                     | 76,94 | 7,75  | 8,33  | 3,68  | 0,78 | 0,78 | 1,74 | 527      |
| Salga                        | 78,22 | 7,43  | 6,93  | 3,96  | 1,49 | 0,99 | 0,99 | 209      |
| Santana                      | 74,47 | 8,51  | 9,04  | 3,72  | 2,13 | 0,53 | 1,60 | 193      |
| Santo António de Nordestinho | 80,15 | 5,15  | 6,62  | 2,21  | 2,21 | 2,21 | 1,47 | 137      |
| São Pedro de Nordestinho     | 71,93 | 11,40 | 0,88  | 12,28 | 3,51 | 0    | 0    | 116      |
| Nordeste                     | 77,93 | 7,69  | 7,14  | 3,57  | 1,31 | 1,21 | 1,16 | 2 044    |

### Ponta Delgada
| Candidato               | Candidato               | Votos  | %               |
| ----------------------- | ----------------------- | ------ | --------------- |
|                         | Marcelo Rebelo de Sousa | 14 813 | 65,44 / 100,00  |
|                         | Ana Gomes               | 2 987  | 13,20 / 100,00  |
|                         | André Ventura           | 2 375  | 10,49 / 100,00  |
|                         | Marisa Matias           | 931    | 4,11 / 100,00   |
|                         | Tiago Mayan Gonçalves   | 631    | 2,79 / 100,00   |
|                         | João Ferreira           | 471    | 2,08 / 100,00   |
|                         | Vitorino Silva          | 427    | 1,89 / 100,00   |
| Votos Inválidos         | Votos Inválidos         | 486    | 2,10 / 100,00   |
| Total                   | Total                   | 23 121 | 100,00 / 100,00 |
| Eleitorado/Participação | Eleitorado/Participação | 65 071 | 35,53 / 100,00  |

| Freguesia                     | %     | %     | %     | %    | %    | %    | %    | Votantes |
| Freguesia                     | MRS   | AG    | AV    | MM   | TMG  | JF   | VS   | Votantes |
| ----------------------------- | ----- | ----- | ----- | ---- | ---- | ---- | ---- | -------- |
| Freguesia                     |       |       |       |      |      |      |      | Votantes |
| Ajuda da Bretanha             | 71,97 | 10,19 | 10,19 | 1,91 | 1,27 | 1,91 | 2,55 | 165      |
| Arrifes                       | 67,09 | 10,12 | 11,39 | 5,86 | 2,21 | 1,60 | 1,71 | 1 842    |
| Candelária                    | 71,64 | 4,73  | 13,82 | 5,09 | 2,55 | 0,73 | 1,45 | 286      |
| Capelas                       | 70,23 | 9,87  | 9,62  | 3,98 | 2,24 | 1,58 | 2,49 | 1 223    |
| Covoada                       | 71,81 | 7,72  | 10,68 | 2,97 | 0,89 | 4,45 | 1,48 | 343      |
| Fajã de Baixo                 | 61,32 | 17,03 | 10,27 | 3,93 | 3,20 | 2,57 | 1,68 | 1 960    |
| Fajã de Cima                  | 67,94 | 12,10 | 11,57 | 3,72 | 1,59 | 1,49 | 1,59 | 962      |
| Fenais da Luz                 | 65,62 | 12,89 | 12,56 | 3,47 | 2,31 | 1,16 | 1,98 | 626      |
| Feteiras                      | 79,71 | 5,00  | 8,53  | 3,53 | 1,18 | 1,18 | 0,88 | 350      |
| Ginetes                       | 71,97 | 7,28  | 10,24 | 4,58 | 1,89 | 1,08 | 2,96 | 378      |
| Mosteiros                     | 81,89 | 4,32  | 8,92  | 1,62 | 0,27 | 1,35 | 1,62 | 373      |
| Pilar da Bretanha             | 75,44 | 7,60  | 13,45 | 1,75 | 0,58 | 1,17 | 0    | 174      |
| Ponta Delgada (São José)      | 59,18 | 18,27 | 10,44 | 3,87 | 4,05 | 2,33 | 1,85 | 2 317    |
| Ponta Delgada (São Pedro)     | 58,77 | 17,14 | 10,85 | 4,69 | 3,46 | 2,86 | 2,23 | 3 050    |
| Ponta Delgada (São Sebastião) | 59,74 | 17,34 | 10,45 | 4,38 | 3,94 | 2,63 | 1,53 | 1 867    |
| Relva                         | 68,98 | 10,10 | 10,82 | 4,08 | 2,04 | 1,63 | 2,35 | 999      |
| Remédios                      | 78,57 | 7,82  | 7,14  | 2,72 | 1,02 | 1,02 | 1,70 | 302      |
| Rosto do Cão (Livramento)     | 63,85 | 12,39 | 10,97 | 4,35 | 4,15 | 2,14 | 2,14 | 1 580    |
| Rosto do Cão (São Roque)      | 66,26 | 11,35 | 11,04 | 4,24 | 3,10 | 1,66 | 2,34 | 1 355    |
| Santa Bárbara                 | 76,64 | 9,49  | 6,57  | 3,65 | 0,73 | 0,73 | 2,19 | 286      |
| Santa Clara                   | 64,31 | 15,84 | 8,57  | 3,73 | 2,05 | 3,54 | 1,96 | 1 092    |
| Santo António                 | 78,25 | 5,89  | 9,55  | 3,66 | 1,02 | 0,81 | 0,81 | 500      |
| São Vicente Ferreira          | 68,52 | 11,60 | 11,48 | 3,43 | 2,37 | 1,42 | 1,18 | 866      |
| Sete Cidades                  | 86,82 | 3,18  | 4,09  | 1,82 | 1,82 | 0,45 | 1,82 | 225      |
| Ponta Delgada                 | 65,44 | 13,20 | 10,49 | 4,11 | 2,79 | 2,08 | 1,89 | 23 121   |

### Povoação
| Candidato               | Candidato               | Votos | %               |
| ----------------------- | ----------------------- | ----- | --------------- |
|                         | Marcelo Rebelo de Sousa | 1 646 | 74,11 / 100,00  |
|                         | André Ventura           | 205   | 9,23 / 100,00   |
|                         | Ana Gomes               | 181   | 8,15 / 100,00   |
|                         | Marisa Matias           | 92    | 4,14 / 100,00   |
|                         | Vitorino Silva          | 43    | 1,92 / 100,00   |
|                         | João Ferreira           | 27    | 1,22 / 100,00   |
|                         | Tiago Mayan Gonçalves   | 27    | 1,22 / 100,00   |
| Votos Inválidos         | Votos Inválidos         | 69    | 3,02 / 100,00   |
| Total                   | Total                   | 2 290 | 100,00 / 100,00 |
| Eleitorado/Participação | Eleitorado/Participação | 6 393 | 35,82 / 100,00  |

| Freguesia                  | %     | %     | %     | %    | %    | %    | %    | Votantes |
| Freguesia                  | MRS   | AV    | AG    | MM   | VS   | JF   | TMG  | Votantes |
| -------------------------- | ----- | ----- | ----- | ---- | ---- | ---- | ---- | -------- |
| Freguesia                  |       |       |       |      |      |      |      | Votantes |
| Água Retorta               | 86,58 | 4,03  | 3,36  | 4,03 | 1,34 | 0    | 0,67 | 158      |
| Faial da Terra             | 72,97 | 14,41 | 6,31  | 1,80 | 2,70 | 1,80 | 0    | 119      |
| Furnas                     | 70,25 | 9,88  | 10,37 | 3,91 | 2,35 | 0,78 | 2,35 | 520      |
| Nossa Senhora dos Remédios | 75,25 | 9,60  | 6,31  | 4,80 | 2,27 | 1,26 | 0,51 | 417      |
| Povoação                   | 72,91 | 10,49 | 8,23  | 3,19 | 1,99 | 2,12 | 1,06 | 771      |
| Ribeira Quente             | 76,41 | 4,98  | 9,63  | 6,98 | 0,66 | 0    | 1,33 | 305      |
| Povoação                   | 74,11 | 9,23  | 8,15  | 4,14 | 1,94 | 1,22 | 1,22 | 2 290    |

### Ribeira Grande
| Candidato               | Candidato               | Votos  | %               |
| ----------------------- | ----------------------- | ------ | --------------- |
|                         | Marcelo Rebelo de Sousa | 5 449  | 70,69 / 100,00  |
|                         | Ana Gomes               | 756    | 9,81 / 100,00   |
|                         | André Ventura           | 756    | 9,81 / 100,00   |
|                         | Marisa Matias           | 369    | 4,79 / 100,00   |
|                         | Vitorino Silva          | 138    | 1,79 / 100,00   |
|                         | Tiago Mayan Gonçalves   | 131    | 1,70 / 100,00   |
|                         | João Ferreira           | 109    | 1,41 / 100,00   |
| Votos Inválidos         | Votos Inválidos         | 190    | 2,40 / 100,00   |
| Total                   | Total                   | 7 898  | 100,00 / 100,00 |
| Eleitorado/Participação | Eleitorado/Participação | 28 574 | 27,64 / 100,00  |

| Freguesia                  | %     | %     | %     | %    | %    | %    | %    | Votantes |
| Freguesia                  | MRS   | AG    | AV    | MM   | VS   | TMG  | JF   | Votantes |
| -------------------------- | ----- | ----- | ----- | ---- | ---- | ---- | ---- | -------- |
| Freguesia                  |       |       |       |      |      |      |      | Votantes |
| Calhetas                   | 64,46 | 8,36  | 12,89 | 9,41 | 2,44 | 1,74 | 0,70 | 292      |
| Fenais da Ajuda            | 83,88 | 4,40  | 5,13  | 2,93 | 1,10 | 0,37 | 2,20 | 274      |
| Lomba da Maia              | 73,41 | 7,80  | 10,98 | 3,76 | 0,87 | 2,31 | 0,87 | 350      |
| Lomba de São Pedro         | 81,20 | 5,26  | 4,51  | 7,52 | 1,50 | 0    | 0    | 142      |
| Maia                       | 76,80 | 4,64  | 11,20 | 2,56 | 2,56 | 0,64 | 1,60 | 646      |
| Pico da Pedra              | 66,73 | 11,87 | 9,13  | 5,98 | 1,62 | 2,33 | 2,33 | 1 005    |
| Porto Formoso              | 74,48 | 6,53  | 9,50  | 2,97 | 2,97 | 0,30 | 3,26 | 343      |
| Rabo de Peixe              | 63,34 | 11,37 | 13,57 | 6,15 | 2,32 | 2,09 | 1,16 | 879      |
| Ribeira Grande (Conceição) | 65,29 | 14,10 | 10,52 | 4,77 | 1,52 | 2,60 | 1,19 | 940      |
| Ribeira Grande (Matriz)    | 66,63 | 13,88 | 10,14 | 5,12 | 1,28 | 1,97 | 0,98 | 1 037    |
| Ribeira Seca               | 73,13 | 9,17  | 8,14  | 4,01 | 1,68 | 2,20 | 1,68 | 801      |
| Ribeirinha                 | 75,87 | 6,99  | 8,74  | 4,90 | 1,75 | 1,22 | 0,52 | 586      |
| Santa Bárbara              | 77,81 | 7,40  | 7,12  | 3,29 | 2,19 | 0,55 | 1,64 | 385      |
| São Brás                   | 83,33 | 5,24  | 6,19  | 2,86 | 1,43 | 0,48 | 0,48 | 218      |
| Ribeira Grande             | 70,69 | 9,81  | 9,81  | 4,79 | 1,79 | 1,70 | 1,41 | 7 898    |

### Santa Cruz da Graciosa
| Candidato               | Candidato               | Votos | %               |
| ----------------------- | ----------------------- | ----- | --------------- |
|                         | Marcelo Rebelo de Sousa | 1 103 | 74,78 / 100,00  |
|                         | Ana Gomes               | 167   | 11,32 / 100,00  |
|                         | André Ventura           | 112   | 7,59 / 100,00   |
|                         | Marisa Matias           | 30    | 2,03 / 100,00   |
|                         | João Ferreira           | 24    | 1,63 / 100,00   |
|                         | Vitorino Silva          | 21    | 1,42 / 100,00   |
|                         | Tiago Mayan Gonçalves   | 18    | 1,22 / 100,00   |
| Votos Inválidos         | Votos Inválidos         | 37    | 2,45 / 100,00   |
| Total                   | Total                   | 1 512 | 100,00 / 100,00 |
| Eleitorado/Participação | Eleitorado/Participação | 3 933 | 38,44 / 100,00  |

| Freguesia              | %     | %     | %    | %    | %    | %    | %    | Votantes |
| Freguesia              | MRS   | AG    | AV   | MM   | JF   | VS   | TMG  | Votantes |
| ---------------------- | ----- | ----- | ---- | ---- | ---- | ---- | ---- | -------- |
| Freguesia              |       |       |      |      |      |      |      | Votantes |
| Guadalupe              | 83,89 | 5,28  | 6,94 | 0,83 | 0,83 | 1,39 | 0,83 | 370      |
| Luz                    | 79,00 | 8,00  | 6,00 | 2,50 | 0    | 3,00 | 1,50 | 204      |
| Santa Cruz da Graciosa | 67,36 | 16,08 | 8,92 | 2,39 | 2,55 | 0,80 | 1,91 | 649      |
| São Mateus             | 76,66 | 10,80 | 6,62 | 2,44 | 1,74 | 1,74 | 0    | 289      |
| Santa Cruz da Graciosa | 74,78 | 11,32 | 7,59 | 2,03 | 1,63 | 1,42 | 1,22 | 1 512    |

### Santa Cruz das Flores
| Candidato               | Candidato               | Votos | %               |
| ----------------------- | ----------------------- | ----- | --------------- |
|                         | Marcelo Rebelo de Sousa | 477   | 65,52 / 100,00  |
|                         | André Ventura           | 89    | 12,23 / 100,00  |
|                         | Ana Gomes               | 70    | 9,62 / 100,00   |
|                         | Marisa Matias           | 28    | 3,85 / 100,00   |
|                         | João Ferreira           | 27    | 3,71 / 100,00   |
|                         | Vitorino Silva          | 26    | 3,57 / 100,00   |
|                         | Tiago Mayan Gonçalves   | 11    | 1,51 / 100,00   |
| Votos Inválidos         | Votos Inválidos         | 22    | 2,93 / 100,00   |
| Total                   | Total                   | 750   | 100,00 / 100,00 |
| Eleitorado/Participação | Eleitorado/Participação | 1 834 | 40,89 / 100,00  |

| Freguesia             | %     | %     | %     | %    | %     | %    | %    | Votantes |
| Freguesia             | MRS   | AV    | AG    | MM   | JF    | VS   | TMG  | Votantes |
| --------------------- | ----- | ----- | ----- | ---- | ----- | ---- | ---- | -------- |
| Freguesia             |       |       |       |      |       |      |      | Votantes |
| Caveira               | 87,50 | 2,50  | 0     | 0    | 2,50  | 7,50 | 0    | 41       |
| Cedros                | 60,78 | 11,76 | 7,84  | 5,88 | 11,76 | 1,96 | 0    | 53       |
| Ponta Delgada         | 71,43 | 11,61 | 3,57  | 4,46 | 3,57  | 4,46 | 0,89 | 115      |
| Santa Cruz das Flores | 63,05 | 13,14 | 11,81 | 3,81 | 3,05  | 3,24 | 1,90 | 541      |
| Santa Cruz das Flores | 65,52 | 12,23 | 9,62  | 3,85 | 3,71  | 3,57 | 1,51 | 750      |

### São Roque do Pico
| Candidato               | Candidato               | Votos | %               |
| ----------------------- | ----------------------- | ----- | --------------- |
|                         | Marcelo Rebelo de Sousa | 953   | 71,98 / 100,00  |
|                         | Ana Gomes               | 141   | 10,65 / 100,00  |
|                         | André Ventura           | 99    | 7,48 / 100,00   |
|                         | Marisa Matias           | 59    | 4,46 / 100,00   |
|                         | Vitorino Silva          | 30    | 2,27 / 100,00   |
|                         | Tiago Mayan Gonçalves   | 25    | 1,89 / 100,00   |
|                         | João Ferreira           | 17    | 1,28 / 100,00   |
| Votos Inválidos         | Votos Inválidos         | 26    | 1,93 / 100,00   |
| Total                   | Total                   | 1 350 | 100,00 / 100,00 |
| Eleitorado/Participação | Eleitorado/Participação | 3 230 | 41,80 / 100,00  |

| Freguesia         | %     | %     | %     | %    | %    | %    | %    | Votantes |
| Freguesia         | MRS   | AG    | AV    | MM   | VS   | TMG  | JF   | Votantes |
| ----------------- | ----- | ----- | ----- | ---- | ---- | ---- | ---- | -------- |
| Freguesia         |       |       |       |      |      |      |      | Votantes |
| Prainha           | 77,88 | 6,25  | 8,65  | 3,37 | 2,40 | 0,48 | 0,96 | 213      |
| Santa Luzia       | 78,24 | 7,65  | 7,06  | 4,71 | 0,59 | 0    | 1,76 | 172      |
| Santo Amaro       | 74,31 | 10,42 | 10,42 | 2,08 | 0,69 | 1,39 | 0,69 | 147      |
| Santo António     | 69,55 | 14,53 | 5,54  | 5,19 | 2,08 | 1,73 | 1,38 | 293      |
| São Roque do Pico | 68,23 | 11,31 | 7,41  | 5,07 | 3,31 | 3,31 | 1,36 | 525      |
| São Roque do Pico | 71,98 | 10,65 | 7,48  | 4,46 | 2,27 | 1,89 | 1,28 | 1 350    |

### Velas
| Candidato               | Candidato               | Votos | %               |
| ----------------------- | ----------------------- | ----- | --------------- |
|                         | Marcelo Rebelo de Sousa | 1 544 | 76,13 / 100,00  |
|                         | Ana Gomes               | 161   | 7,94 / 100,00   |
|                         | André Ventura           | 132   | 6,51 / 100,00   |
|                         | Vitorino Silva          | 61    | 3,01 / 100,00   |
|                         | Marisa Matias           | 52    | 2,56 / 100,00   |
|                         | João Ferreira           | 47    | 2,32 / 100,00   |
|                         | Tiago Mayan Gonçalves   | 31    | 1,53 / 100,00   |
| Votos Inválidos         | Votos Inválidos         | 38    | 2,84 / 100,00   |
| Total                   | Total                   | 2 066 | 100,00 / 100,00 |
| Eleitorado/Participação | Eleitorado/Participação | 4 980 | 41,49 / 100,00  |

| Freguesia    | %     | %     | %    | %    | %    | %    | %    | Votantes |
| Freguesia    | MRS   | AG    | AV   | VS   | MM   | JF   | TMG  | Votantes |
| ------------ | ----- | ----- | ---- | ---- | ---- | ---- | ---- | -------- |
| Freguesia    |       |       |      |      |      |      |      | Votantes |
| Manadas      | 81,38 | 4,83  | 3,45 | 2,07 | 3,45 | 1,38 | 3,45 | 148      |
| Norte Grande | 80,63 | 3,60  | 8,11 | 3,15 | 2,70 | 1,35 | 0,45 | 224      |
| Rosais       | 85,87 | 4,35  | 2,90 | 2,17 | 1,81 | 2,54 | 0,36 | 285      |
| Santo Amaro  | 75,91 | 8,54  | 7,01 | 3,35 | 2,13 | 0,61 | 2,44 | 336      |
| Urzelina     | 75,07 | 5,80  | 8,41 | 3,77 | 1,74 | 3,77 | 1,45 | 351      |
| Velas        | 70,51 | 12,08 | 6,88 | 2,95 | 3,23 | 2,81 | 1,54 | 722      |
| Velas        | 76,13 | 7,94  | 6,51 | 3,01 | 2,56 | 2,32 | 1,53 | 2 066    |

### Vila da Praia da Vitória
| Candidato               | Candidato               | Votos  | %               |
| ----------------------- | ----------------------- | ------ | --------------- |
|                         | Marcelo Rebelo de Sousa | 4 867  | 72,05 / 100,00  |
|                         | André Ventura           | 694    | 10,27 / 100,00  |
|                         | Ana Gomes               | 640    | 9,47 / 100,00   |
|                         | Marisa Matias           | 219    | 3,24 / 100,00   |
|                         | Vitorino Silva          | 132    | 1,95 / 100,00   |
|                         | Tiago Mayan Gonçalves   | 113    | 1,67 / 100,00   |
|                         | João Ferreira           | 90     | 1,33 / 100,00   |
| Votos Inválidos         | Votos Inválidos         | 165    | 2,38 / 100,00   |
| Total                   | Total                   | 6 920  | 100,00 / 100,00 |
| Eleitorado/Participação | Eleitorado/Participação | 19 344 | 35,77 / 100,00  |

| Freguesia                     | %     | %     | %     | %    | %    | %    | %    | Votantes |
| Freguesia                     | MRS   | AV    | AG    | MM   | VS   | TMG  | JF   | Votantes |
| ----------------------------- | ----- | ----- | ----- | ---- | ---- | ---- | ---- | -------- |
| Freguesia                     |       |       |       |      |      |      |      | Votantes |
| Agualva                       | 79,59 | 7,14  | 7,96  | 2,24 | 1,22 | 1,22 | 0,61 | 497      |
| Biscoitos                     | 67,93 | 13,71 | 8,65  | 2,95 | 2,32 | 2,11 | 2,32 | 482      |
| Cabo da Praia                 | 69,97 | 13,99 | 6,14  | 4,10 | 2,05 | 2,05 | 1,71 | 300      |
| Fonte do Bastardo             | 74,68 | 9,04  | 11,37 | 2,07 | 1,03 | 0    | 1,81 | 395      |
| Fontinhas                     | 76,58 | 7,22  | 8,63  | 2,82 | 2,64 | 1,41 | 0,70 | 581      |
| Lajes                         | 70,91 | 12,46 | 7,74  | 3,65 | 2,31 | 1,60 | 1,33 | 1 157    |
| Porto Martins                 | 67,57 | 7,53  | 15,06 | 3,56 | 2,51 | 2,09 | 1,67 | 487      |
| Praia da Vitória (Santa Cruz) | 68,37 | 11,41 | 11,36 | 3,79 | 1,81 | 2,13 | 1,12 | 1 925    |
| Quatro Ribeiras               | 75,31 | 4,94  | 12,35 | 3,09 | 2,47 | 1,23 | 0,62 | 164      |
| São Brás                      | 74,72 | 11,24 | 6,18  | 1,97 | 1,97 | 1,97 | 1,97 | 366      |
| Vila Nova                     | 79,56 | 7,12  | 6,39  | 3,10 | 1,28 | 1,09 | 1,46 | 566      |
| Vila da Praia da Vitória      | 72,05 | 10,27 | 9,47  | 3,24 | 1,95 | 1,67 | 1,33 | 6 920    |

### Vila do Porto
| Candidato               | Candidato               | Votos | %               |
| ----------------------- | ----------------------- | ----- | --------------- |
|                         | Marcelo Rebelo de Sousa | 1 214 | 67,18 / 100,00  |
|                         | Ana Gomes               | 259   | 14,33 / 100,00  |
|                         | André Ventura           | 120   | 6,64 / 100,00   |
|                         | Marisa Matias           | 97    | 5,37 / 100,00   |
|                         | Vitorino Silva          | 49    | 2,71 / 100,00   |
|                         | João Ferreira           | 35    | 1,94 / 100,00   |
|                         | Tiago Mayan Gonçalves   | 33    | 1,83 / 100,00   |
| Votos Inválidos         | Votos Inválidos         | 42    | 2,28 / 100,00   |
| Total                   | Total                   | 1 849 | 100,00 / 100,00 |
| Eleitorado/Participação | Eleitorado/Participação | 5 402 | 34,23 / 100,00  |

| Freguesia      | %     | %     | %     | %    | %    | %    | %    | Votantes |
| Freguesia      | MRS   | AG    | AV    | MM   | VS   | JF   | TMG  | Votantes |
| -------------- | ----- | ----- | ----- | ---- | ---- | ---- | ---- | -------- |
| Freguesia      |       |       |       |      |      |      |      | Votantes |
| Almagreira     | 73,96 | 15,10 | 3,65  | 5,73 | 0    | 1,04 | 0,52 | 196      |
| Santa Bárbara  | 63,71 | 8,87  | 10,48 | 4,03 | 7,26 | 3,23 | 2,42 | 128      |
| Santo Espírito | 81,60 | 6,13  | 4,29  | 4,29 | 2,45 | 0    | 1,23 | 164      |
| São Pedro      | 73,04 | 9,57  | 3,91  | 7,39 | 3,04 | 2,61 | 0,43 | 236      |
| Vila do Porto  | 63,02 | 17,03 | 7,65  | 5,19 | 2,64 | 2,09 | 2,37 | 1 125    |
| Vila do Porto  | 67,18 | 14,33 | 6,64  | 5,37 | 2,71 | 1,94 | 1,83 | 1 849    |

### Vila Franca do Campo
| Candidato               | Candidato               | Votos  | %               |
| ----------------------- | ----------------------- | ------ | --------------- |
|                         | Marcelo Rebelo de Sousa | 2 140  | 71,45 / 100,00  |
|                         | André Ventura           | 348    | 11,62 / 100,00  |
|                         | Ana Gomes               | 248    | 8,28 / 100,00   |
|                         | Marisa Matias           | 118    | 3,94 / 100,00   |
|                         | João Ferreira           | 50     | 1,67 / 100,00   |
|                         | Tiago Mayan Gonçalves   | 49     | 1,64 / 100,00   |
|                         | Vitorino Silva          | 42     | 1,40 / 100,00   |
| Votos Inválidos         | Votos Inválidos         | 58     | 1,90 / 100,00   |
| Total                   | Total                   | 3 053  | 100,00 / 100,00 |
| Eleitorado/Participação | Eleitorado/Participação | 10 526 | 29,00 / 100,00  |

| Freguesia                         | %     | %     | %     | %    | %    | %    | %    | Votantes |
| Freguesia                         | MRS   | AV    | AG    | MM   | JF   | TMG  | VS   | Votantes |
| --------------------------------- | ----- | ----- | ----- | ---- | ---- | ---- | ---- | -------- |
| Freguesia                         |       |       |       |      |      |      |      | Votantes |
| Água de Alto                      | 74,13 | 8,15  | 8,35  | 5,50 | 1,83 | 0,81 | 1,22 | 494      |
| Ponta Garça                       | 74,68 | 10,52 | 7,66  | 4,29 | 1,17 | 0,91 | 0,78 | 792      |
| Ribeira das Tainhas               | 68,64 | 13,56 | 6,36  | 7,20 | 0,42 | 2,42 | 1,27 | 242      |
| Ribeira Seca                      | 71,95 | 12,20 | 7,62  | 1,83 | 1,83 | 1,83 | 2,74 | 339      |
| Vila Franca do Campo (São Miguel) | 70,20 | 12,75 | 8,17  | 2,29 | 2,58 | 2,15 | 1,86 | 706      |
| Vila Franca do Campo (São Pedro)  | 66,31 | 13,98 | 10,81 | 4,03 | 1,48 | 2,33 | 1,06 | 480      |
| Vila Franca do Campo              | 71,45 | 11,62 | 8,28  | 3,94 | 1,67 | 1,64 | 1,40 | 3 053    |